# الکس باومن (ورزشکار بابسلد)
الکس باومن (انگلیسی: Alex Baumann؛ زادهٔ ۹ مارس ۱۹۸۵) ورزشکار بابسلد اهل سوئیس است.
وی در مسابقات کشوری و بین‌المللی در مجموع برندهٔ ۱ مدال طلا، ۱ مدال برنز شده‌است.